# Conjunt del carrer de Joan Maragall (Sant Feliu de Llobregat)
El Conjunt del carrer de Joan Maragall és una obra de Sant Feliu de Llobregat (Baix Llobregat) protegida com a Bé Cultural d'Interès Local.

## Descripció
L'actual carrer de Joan Maragall (abans Masover Nou) manté encara moltes de les característiquers del seu origen: un dels primers creixements de Sant Feliu dels de finals del segle xviii, especialment a partir de mitjans del segle xix. A més de la singularitat de certs edificis, és notable l'existència d'alguns petits conjunts que, alternant-se al llarg de carrer, fan que es mantingui l'ambient tradicional d'aquest.